# Prospodium amapaensis
Prospodium amapaensis är en svampart som beskrevs av J.F. Hennen & Sotão 1996. Prospodium amapaensis ingår i släktet Prospodium och familjen Uropyxidaceae.   Inga underarter finns listade i Catalogue of Life.